# Meta (Missouri)
Meta ist eine City im Osage County im US-Bundesstaat Missouri. Das U.S. Census Bureau hat bei der Volkszählung 2020 eine Einwohnerzahl von 180 ermittelt.
Die Ortschaft erstreckt sich über 0,9 km². Die Bevölkerungsdichte beträgt 200 Einwohner je km². 